# Faune A. Chambers
Faune Alecia Chambers est une actrice américaine née le 23 septembre 1976 en Floride (États-Unis).

## Filmographie
- 1999 : Tout le monde aime Raymond (Everybody Loves Raymond) (série télévisée) : Swing Dancer
- 1999 : Austin Powers 2 : L'Espion qui m'a tirée (Austin Powers: The Spy Who Shagged Me) : Scene Break Dancer
- 2000 : De toute beauté (Beautiful) : Dancer
- 2001 : Nikki (série télévisée) : Dancer
- 2002 : Save the Last Dance (TV)
- 2002 : Magic baskets (Like Mike) : Cheerleader #4
- 2002 : Austin Powers dans Goldmember (Austin Powers in Goldmember) : Dancer
- 2004 : American Girls 2 (Bring It on Again) (vidéo) : Monica
- 2004 : Rupture mode d'emploi (Breakin' All the Rules) : The Betty
- 2004 : FBI : Fausses blondes infiltrées (White Chicks) : Gina Copeland
- 2004 : All of Us (série télévisée) : Sheena
- 2005 : Listen Up (série télévisée) : Kim
- 2006 : Las Vegas (série télévisée) : Producer
- 2006 : Le Feu sur la glace 2, en route vers la gloire (vidéo) : Elisa Proctor
- 2006 : Eve (série télévisée) : Bianca
- 2007 : Big Movie (Epic Movie) : Susan
- 2007 : The Game (série télévisée) : Karen
- 2008 : Show Stoppers : Destiny
- 2008 : Psych : Enquêteur malgré lui (série télévisée) : Joy Guster
- 2008 : L'Étrange Histoire de Benjamin Button (The Curious Case of Benjamin Button) : Dorothy Baker
- 2009 : Krews : Tamara
- 2017 : 11 septembre (9/11) de Martin Guigui : Holly